# NGC 1260
NGC 1260 és una galàxia espiral de tipus S0/al fet que es troba en la constel·lació de Perseu. De lluentor tènue, la seva magnitud aparent és 14,3 i la seva lluentor superficial és 12,5 mag/arcsec2.
En aquesta galàxia es troba l'objecte més lluminós de l'univers observable (a data maig del 2007), la supernova SN 2006gy. En la galàxia predomina una població estel·lar vella amb metal·licitat solar. No obstant això, s'ha observat una línia de pols en la galàxia i sembla que existeix una regió H II en el veïnatge de SN 2006gy.
Va ser descoberta el 19 d'octubre de 1884 per Guillaume Bigourdan.